# Страх и отчаяние в Третьей империи (телеспектакль)
«Страх и отчаяние в Третьей империи» — телевизионный спектакль, поставленный в 1965 году Д. Карасиком и А. Павловым на Ленинградском телевидении на основе пьесы-обозрения Бертольта Брехта. Телеспектакль стал в СССР дебютом произведений Брехта на экране, был тепло принят телезрителями.

## Сюжет
Телеспектакль состоит из пятнадцати сцен о быте и нравах нацистской Германии конца 1930-х годов. Политическая и психологическая драма призвана показать как нацизм проникает во все сферы жизни немецкого общества этого периода.

## Критика о телеспектакле
Телеспектакль, по мнению телевизионных критиков тех лет, «буквально взорвал» почти канонизированные рамки телевизионного театра. По мнению театроведа М. Любомудрова, постановщик спектакля Д. Карасик и режиссёр А. Павлов «тонко постигли брехтовскую методологию. Гротеск и метафора, щедро введённые в постановку, увеличили её публицистическую силу». Критики отмечали точно найденный приём: персонажи возникали на экране, как тени, и, как тени, исчезали с него. Отмечалась так же работа художника Сергея Скинтеева, который создал контрастное, резкое, лишенное полутонов оформление, передающее стиль Б. Брехта.

## В ролях
- Олег Басилашвили
- Эммануил Виторган
- Галина Демидова
- Михаил Волков
- Сергей Карнович-Валуа
- Иосиф Конопацкий
- Ефим Копелян
- Мария Призван-Соколова
- Владислав Стржельчик
- Зинаида Шарко
- Лев Лемке
- Николай Корн — прокурор Шпитц
- Лидия Штыкан
- Олег Окулевич

- В эпизодах артисты ленинградских театров.

## Съёмочная группа
- Режиссёры: Давид Карасик, А. Павлов
- Оператор: В. Геллерман

Телеспектакль чёрно-белый, был снят на 35 миллиметровую плёнку с экрана кинескопа и состоял из 15 частей.